# Гжельский государственный университет
Гжельский государственный университет — федеральное государственное бюджетное высшее учебное заведение, основанное в 1899 году и осуществляющее подготовку и переподготовку кадров в области искусства, а также по ряду социально-экономических направлений (педагогика, экономика и управление, социально-культурная деятельность и туризм, юриспруденция). Входит в систему Министерства науки и высшего образования России.

## История

### Дореволюционный и советский период
В 1899 году по инициативе директора Строгановского центрального училища технического рисования Н. В. Глобы в селе Речицы был создан филиал училища, созданный для получения узко-специального художественно-практического образования талантливым детям работников местных художественных кустарных производств. 
С 1901 года в филиале начали проводиться регулярные занятия детей гжельских мастеров по обучению их художественному ремеслу по росписи на фарфоре и фаянсе, в основе своём слушателями курсов были дети крестьянского сословия в возрастной категории от десяти лет. Первыми преподавателями филиала были известные художники П. Я. Овчинников и В. П. Трофимов. До начала Первой мировой войны в связи с увеличением числа учащихся были увеличены художественные классы, практические занятия начали проводиться в построенной керамической мастерской. До начала революционных событий 1917 года филиал играл важную роль в последующем развитии художественно-промышленного образования Гжельского русского народного промысла.
В 1918 году Постановлением ВЦИК в Гжели на базе бывшего филиала Строгановского училища была создана Гжельская профессиональная школа изобразительного искусства Народного комиссариата просвещения РСФСР. В 1923 году Гжельская профессиональная школа изобразительного искусства была переименована в Гжельскую керамическую школу, которая начала, помимо учебной деятельности, развивать свою собственную  производственную базу и учебные мастерские, где проходили практическое обучение учащиеся. Учебная программа школы состояла из таких предметов как: живопись, рисунок, скульптура, технические и общественно-политические дисциплины, русский язык и литература.
В 1925 году на базе керамической школы были созданы Гжельские керамические учебные мастерские. В 1926 году на базе Гжельских учебных мастерских создаётся  Гжельская керамическая школа кустарного ученичества. Данная школа обеспечивала специалистами большинство керамических предприятий страны. В 1930 году на её базе был создан Гжельский керамический техникум (эту идею предложил посещавший Гжель известный художник Б. Н. Ланге, руководивший студенческой практикой, в качестве альтернативы превращения школы в семилетку с сельхозуклоном), в 1935 году состоялся первый выпуск специалистов-технологов.  В 1937 году техникум был преобразован в учебно-курсовой комбинат, где повышали квалификацию уже действующие специалисты промысловой кооперации. С началом Великой Отечественной войны и он прекращает работу, а в здании размещаются военные (в т.ч. местный истребительный батальон). В 1944 году Гжельский техникум воссоздается как "силикатно-керамический" (ГСКТ) и в дальнейшем его деятельность уже не прерывалась. С 1948 г. техникум наряду с технологами по керамике и стеклу начинает подготовку техников-строителей, а в 1957 - 1962 гг. ведется подготовка художников-мастеров по художественной керамике (затем после единственного выпуска учащиеся и материальная база по этой специальности передаются в Абрамцевское художественно-промышленное училище). С 1982 г. подготовка художников со средним специальным образованием в Гжели возобновляется и продолжается поныне. 
С 1952 г. ГГУ занимается подготовкой иностранных студентов.
С 1987 г. ведется подготовка бухгалтеров, с 2000 г. - юристов. В разное время также осуществлялась подготовка механиков (с 1989 по начало 2010-х гг.), технологов деревообработки (1990).
В 1979 - 1987 гг. действовал филиал ГСКТ в г. Жуковский Московской области (занимался подготовкой строителей и размещался в жуковской школе № 8).
В 1988 г. ГСКТ переименовывается в Гжельский художественно-промышленный техникум (ГХПТ). Учебное заведение находилось в системе Министерства местной промышленности РСФСР, а с 1987 г. - в прямом подчинении у производственного объединения "Гжель", которое оказывало ему максимальную поддержку и было инициатором открытия новых специальностей, в т.ч. возрождения подготовки художников. Существовала возможность получить заочно высшее химико-технологическое и строительное образование в учебном пункте от МХТИ им. Д. И. Менделеева и ВЗИСИ. В 1989 г. была создана интегративная структура - Учебно-культурный производственный центр непрерывного комплексного образования и воспитания "Гжель" (УКПЦ "Гжель", с 1992 г. - УКНПЦ "Гжель"), объединявшая техникум и иные местные образовательные учреждения, предприятия и учреждения культуры.

### Постсоветская история

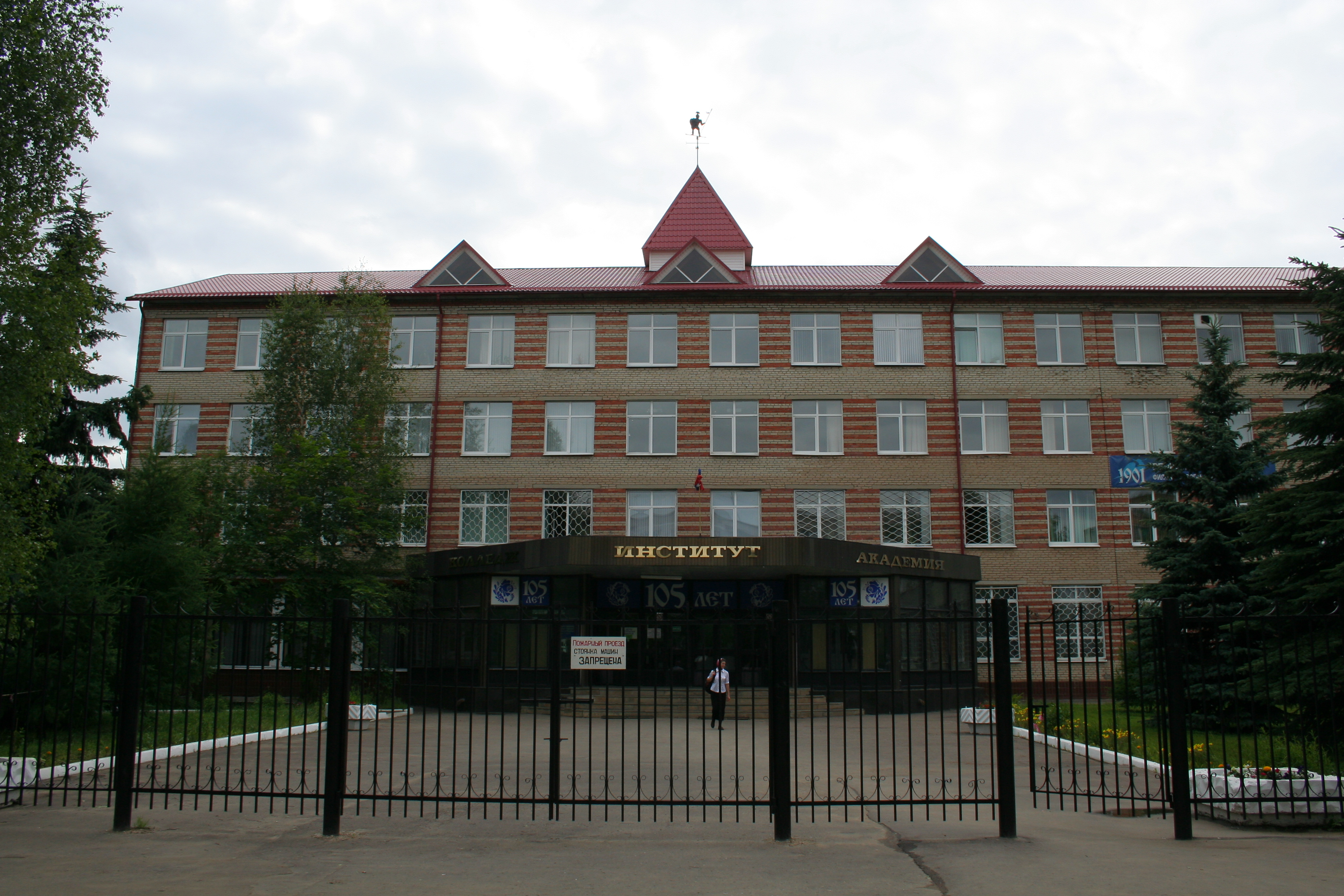
Главное здание университета в посёлке Электроизолятор, 2010 год. Используется с 1980 г.

В 1991 году ГХПТ наделяется статусом колледжа (однако реорганизация в колледж запускается с 1992-1993 учебного года), учащиеся колледжа получали среднее профессиональное образование, существовали различные варианты продолжения образования по технологической, строительной, механической специальностям через опорные пункты столичных вузов (МГАКХиС и некоторое время - РХТУ).  
С 1994 года ГХПК в системе Госкомвуза РФ, с 1996 - Министерства общего и профессионального образования РФ (т. е. находится в федеральном, а не региональном или отраслевом подчинении). 
4 апреля 2002 года Постановлением Правительства Российской Федерации № 430-р на базе художественно-промышленного колледжа был создан Гжельский государственный художественно-промышленный институт. Руководителем  колледжа, а затем первым ректором института (и первым президентом) был организатор производства в сфере народных промыслов, общественный деятель Подмосковья В. М. Логинов.
29 апреля 2015 года Распоряжением Правительства Российской Федерации институт был переименован в Гжельский государственный университет, получив более высокий статус. В учебную структуру университета входят два института: изобразительного искусства и дизайна, социально-гуманитарного образования, девять общеинститутских кафедр: декоративно-прикладного искусства и дизайна, изобразительного искусства и народной художественной культуры, экономики и финансов, теории и организации управления, социально-культурной деятельности и туризма, иностранных языков и речевой коммуникации, психологии и педагогики, общеобразовательных дисциплин и физической культуры и безопасности жизнедеятельности, колледж (структурное подразделение), реализующий программы среднего профессионального образования по 13 специальностям, а также четыре художественных школы. Имеется представительство в г. Сочи. Действует аспирантура по искусствоведению, педагогике и экономике.

## Структура
Основной источник:

### Институты
- Институт изобразительного искусства и дизайна
- Институт социально-гуманитарного образования

### Кафедры
- Кафедра декоративно-прикладного искусства и дизайна
- Кафедра изобразительного искусства и народной художественной культуры
- Кафедра экономики и финансов
- Кафедра теории и организации управления
- Кафедра социально-культурной деятельности и туризма
- Кафедра иностранных языков и речевой коммуникации
- Кафедра психологии и педагогики
- Кафедра юридических и общеобразовательных дисциплин
- Кафедра физической культуры и безопасности жизнедеятельности

### Колледж (структурное подразделение)
- Технологическое отделение
- Строительное отделение
- Отделение декоративно-прикладного искусства и живописи
- Отделение экономики и права
- Отделение сервиса и туризма
- Отделение скульптуры и дизайна
- Отделение физической культуры
- Отделение культуры и искусства (обучение по специальностям "Народное художественное творчество" (фото- и видеотворчество, театральное творчество) и "Социально-культурная деятельность")
- Отделение информационных технологий

## Руководство

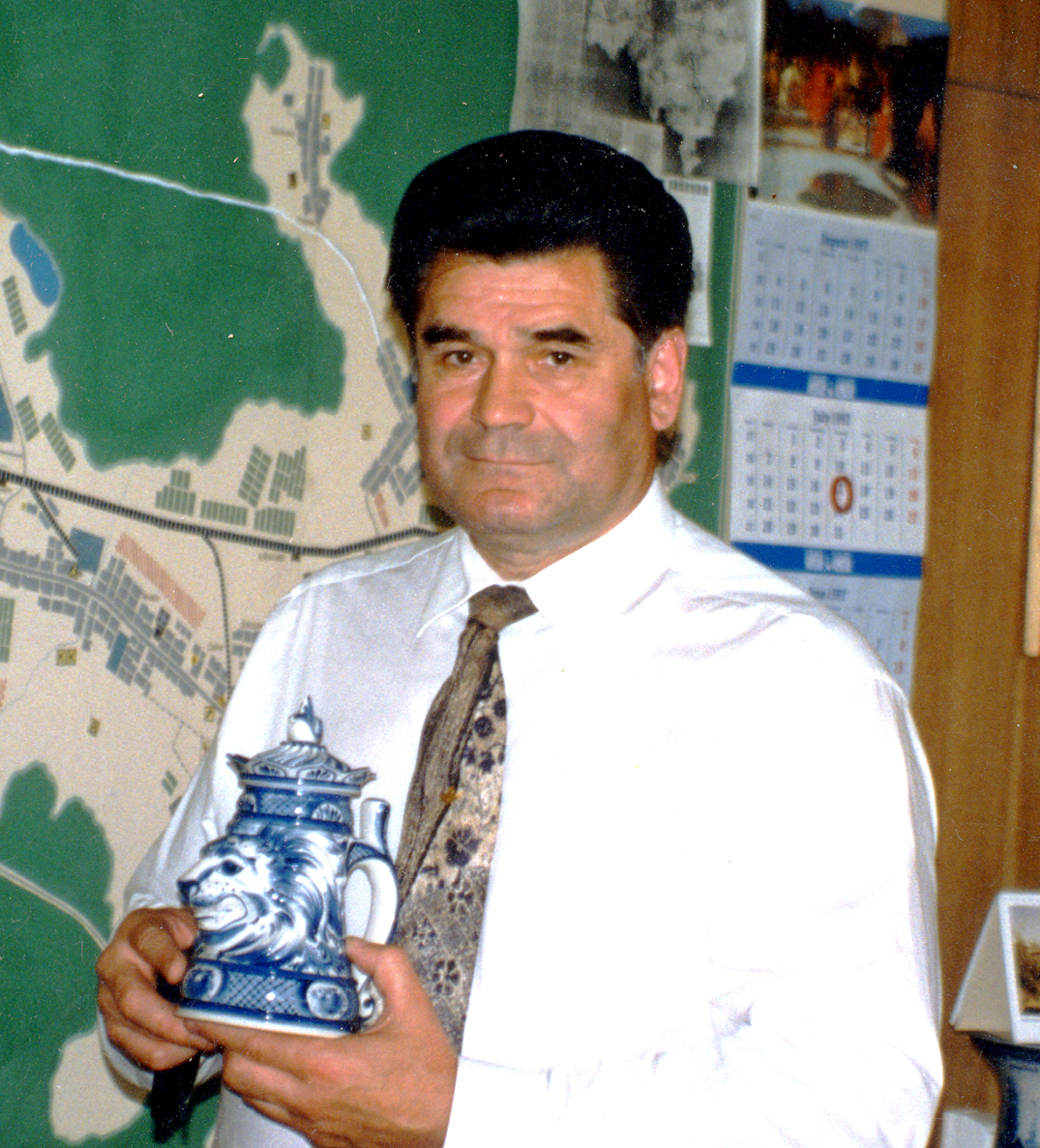
В. М. Логинов (1997 год)

Заведующие филиальным отделением Строгановского училища
- 1899 — 1900 — П. Я. Овчинников
- 1900 — 1904 — В. П. Трофимов
- 1904 — 1916 — П. Г. Смирнов

Заведующие школой/мастерскими
- 1919 — М. В. Егоров
- 1923 — 1924 — И. А. Теплицкий
- 1924 — 1927 — П. Г. Алёшина
- 1927 — 1928 — Т. М. Медведев
- 1928 — не позднее 1930 — А. И. Гранкина
- 1930 — т. Калина

Директора техникума/колледжа (как самостоятельного юридического лица)
- 1931 — не позднее 1935 — М. А. Карев[5]
- не позднее 1935 —  не позднее 1937 —  Е. И. Ривлин[5]
- не позднее 1946 — не позднее 1950 —  А. Н. Дмитриев[13]
- 1950 — 1952 — В. Д. Шехонин[13]
- 1952 — 1953 — И. Ф. Сафронов (и.о. директора)[13]
- 1953 — 1954 — Т. М. Токарев[13]
- 1956 — П. П. Лазовский[13]
- 1957 — 1960 — К. И. Губарев
- 1961 — 1968 — И. П. Завьялов
- 1968 —1987 — Заслуженный учитель школы РСФСР Б. М. Пищик[9]
- 1987 —1990 — Заслуженный учитель РФ В. П. Сивов[14]
- 1990 — 1991 —  Заслуженный учитель школы РСФСР В. П. Суслин

- 1991—2002 — д.п.н., профессор В. М. Логинов

Ректоры института/университета
- 2002 — 2008 — д.п.н., профессор В. М. Логинов (в 2008 - 2009 гг. - президент ГГХПИ)

- 2008 —2019 — д.п.н., профессор Б. В. Илькевич
- 2019 — 2020 — к.п.н., доцент Н.Н. Уварова (врио ректора)
- с 2020 — д.п.н., доцент Д. С. Сомов

## Персоналии, связанные с вузом

### Члены педагогического состава разных лет
- Трофимов, Викентий Павлович
- Азарова, Людмила Павловна
- Сосин Юрий Иванович
- Буданова Нина Рафаиловна
- Эйкельман Семен Моисеевич
- Крайванов Юрий Гаврилович
- Андреева Алла Александровна, заслуженный работник культуры России, заслуженный строитель Московской области
- Хазова Ираида Алексеевна, заслуженный художник Российской Федерации
- Гаранин Юрий Николаевич, заслуженный художник Российской Федерации
- Неплюев Виктор Вячеславович, заслуженный художник Российской Федерации
- Царегородцев Александр Валерьевич
- Дрыга Анатолий Иванович, заслуженный художник Российской Федерации
- Московская Галина Петровна, заслуженный художник Российской Федерации
- Олейников Сергей Вячеславович, заслуженный художник Российской Федерации
- Федоровская Татьяна Дмитриевна, заслуженный художник Российской Федерации
- Рудский Виктор Валентинович
- Сидоров Владислав Петрович
- Рожников Александр Александрович
- Уваров Виктор Дмитриевич
- Ширшова Любовь Васильевна
- Цагина Елена Георгиевна, заслуженная артистка Российской Федерации
- Амелин Александр Александрович, актер театра и кино
- Суходолова Елена Павловна, заслуженный учитель Российской Федерации

### Выпускники разных лет
- Федотов, Александр Николаевич — заслуженный художник Российской Федерации (завершал обучение уже в Абрамцевском художественно-промышленном училище)
- Петров, Владимир Александрович — заслуженный художник Российской Федерации
- Денисов, Геннадий Васильевич — лауреат Государственной премии Российской федерации (переведен в Абрамцевское художественно-промышленное училище)
- Окулова, Зинаида Васильевна — лауреат Государственной премии РСФСР
- Дёмин, Владимир Фёдорович — заслуженный строитель Российской Федерации, экс-глава Раменского района
- Колонина Тамара Гейдаровна — заслуженный учитель Российской Федерации
- Логвин Юрий Алексеевич — советский художник, член СХ СССР
- Худобин Иван Ульянович — советский художник
- Голованов Сергей Петрович — заслуженный артист РСФСР
- Серегин Евгений Викторович[15]— заслуженный строитель Российской Федерации, д. э. н., экс-глава Лыткарино
- Селиверстова Галина Ивановна — мастер производственного обучения, отличник народного просвещения, лауреат Премии Правительства Российской Федерации в области образования 1996 года
- Коршунова Ирина Викторовна — член СХР, Почётный работник сферы образования Российской Федерации